# ВДНХ (станція метро)
55°49′20.22″ пн. ш. 37°38′29.38″ сх. д. / 55.8222833° пн. ш. 37.6414944° сх. д.
«ВДНХ» (в 1958—1959 рр. «ВСХВ») (рос. ВДНХ) — станція Калузько-Ризької лінії Московського метрополітену. Розташована між станціями «Ботанічний сад» і «Олексіївська». Станцію відкрито 1 травня 1958 у складі черги «Проспект Миру» — «ВСХВ» (зараз ВДНХ). Пересадка на станцію «Виставковий центр» Московської монорейки.
Названа за розташованою поблизу Виставкою Досягнень Народного Господарства, скорочено ВДНГ (рос. ВДНХ).

## Вестибюлі
Станція має два вестибюлі (наземний (старий) і підземний). Вихід з північного вестибюля виконано у формі ротонди і було відкрито в 1958 році. Первісно станція мала назву «ВСХВ» — за Всесоюзною сільськогосподарською виставкою (ВСГВ, рос. ВСХВ). Але того ж року ВСГВ була об'єднана з промисловою виставкою як ВДНГ, тому наступного року змінили й назву станції.
Північний наземний вестибюль сполучено похилим ходом зі станцією тристрічковим ескалатором і виконано у вигляді ротонди за типовим проектом.
Південний підземний вестибюль відкрито 25 серпня 1997 , сполучено похилим ходом зі станцією тристрічковим ескалатором і переходом, з нього можна потрапити до підземного переходу під проспектом Миру. Обидва вестибюлі сполучено зі станцією ескалаторами. 29 червня 2013 розпочато заміну ескалаторів у північному вестибюлі. Роботи завершено 1 червня 2014 року.

## Технічна характеристика
Конструкція станції — пілонна трискепінна (глибина закладення — 53,5 м) (всього 18 пілонів); діаметр центрального залу — 9,5 м; є однією з найглибших станцій московського метро.

## Оздоблення
З декору на станції — тільки круглі литі гратки на вентиляційних отворах і вигадливі підвісні 6-ріжкові люстри з кришталевими світильниками.
Склепіння просторого залу станції підтримують 18 потужних пілонів, оздоблених білим з сірими прожилками мармуром. Скошені грані пілонів пофарбовані в зелений колір. Спочатку на них планувалося розмістити мозаїчні панно, проте в часи боротьби з надмірностями, коли станція будувалася, цей проект було скасовано. На пілонах розташовані вентиляційні отвори з литими ґратами. Підлога викладена сірим і червоним гранітом. Зал освітлюється люстрами з подвійними плафонами з прозорого кришталю.
Південний підземний вестибюль оздоблено білосніжним мармуром і освітлюється натрієвими лампами і є низьким прямокутним приміщенням з двома рядами колон. Вони мають вузькі майолікові капітелі, оздоблено яскраво-синім гжельським розписом. У ніші стіни між входом і виходом розташована величезне гжельське панно, що зображує старовинний ярмарок на березі Москви-ріки. По краях основного поля розташовані шість невеликих рамок із зображеннями церков і монастирів. Між головним зображенням і мініатюрами — півколони, розписані гжеллю. Зверху герб Москви і стрічка з написом «Москва 1147—1997».
Пілони станції знизу оздоблені білим з сірими прожилками мармуром, а їх скошені грані пофарбовані зеленою фарбою. На кожному пілоні кругла декоративна металева вставка. Уздовж пілонів розташовані мармурові лавки.
Спочатку передбачалося, що пілони обрамлятимуть арки з орнаментом зеленою з золотом флорентійської мозаїки. Цю роботу доручили художнику В. А. Фаворському, який створив орнаменти на тему переплетених дубового листя і стрічок. Але, коли частина одного пілона вже була виконана в натурі, художнє оформлення (з економії коштів) заборонили. У результаті мозаїку на цьому пілоні було заштукатурено і зафарбовано олійною зеленою фарбою. Також зеленою фарбою були розфарбовані розпалубки і на інших пілонах.
Стіни станційного залу оздоблено білим мармуром. Стіни колійних стін зверху оздоблено яєчно-жовтими кахлями, а знизу чорними кахлями. Підлога викладена червоним і сірим гранітом.
Арка північного виходу (перший вагон з центру) прикрашена ліпним орнаментом з дубового листя.

## Пересадки
- Станцію монорейки  ВДНХ
- Автобуси: м2, м53, 33, 56, 76, 93, 136, 154, 172, 195, 244, 286, 311, 375, 378, 428, 496, 533, 536, 544, с585, 599, 803, 834, 903, т14, т76, н6, н9; 
  - обласні: 316, 317, 333, 388, 392, 451, 499, 551к, 565, 578, 576к

## Колійний розвиток

Схема колійного розвитку станції «ВДНХ»

Станція з колійним розвитком — 6 стрілочних переводів, перехресний з'їзд і 2 станційні колії для обороту та відстою рухомого складу.